# Steromphala
Steromphala J.E. Gray, 1847 è un genere di molluschi gasteropodi marini della famiglia Trochidae.

## Tassonomia
Comprende le seguenti specie:
- Steromphala adansonii (Payraudeau, 1826)
- Steromphala adriatica (Philippi, 1844)
- † Steromphala biangulata  (Eichwald, 1830) †
- Steromphala cineraria (Linnaeus, 1758)
- Steromphala divaricata (Linnaeus, 1758)
- † Steromphala insignis  (Millet, 1854)
- Steromphala nebulosa (Philippi, 1849)
- Steromphala nivosa (A. Adams, 1853)
- Steromphala pennanti (Philippi, 1846)
- Steromphala rarilineata (Michaud, 1829)
- Steromphala spratti (Forbes, 1844)
- Steromphala umbilicalis (da Costa, 1778)
- Steromphala umbilicaris (Linnaeus, 1758)
- Steromphala varia (Linnaeus, 1758)